# Midjeskruvmossa
Midjeskruvmossa (Syntrichia montana) är en bladmossart som beskrevs av Brid.. Midjeskruvmossa ingår i släktet skruvmossor, och familjen Pottiaceae. Arten är reproducerande i Sverige.